# Llista d'asteroides/97201–97300
| Nom                | Designació provisional | Data de descobriment | Lloc de descobriment | Descobridor/s |
| ------------------ | ---------------------- | -------------------- | -------------------- | ------------- |
| 97201 -            | 1999 XQ8               | 5 de desembre, 1999  | Socorro              | LINEAR        |
| 97202 -            | 1999 XJ11              | 5 de desembre, 1999  | Catalina             | CSS           |
| 97203 -            | 1999 XC15              | 6 de desembre, 1999  | Socorro              | LINEAR        |
| 97204 -            | 1999 XC20              | 5 de desembre, 1999  | Socorro              | LINEAR        |
| 97205 -            | 1999 XA22              | 5 de desembre, 1999  | Socorro              | LINEAR        |
| 97206 -            | 1999 XE27              | 6 de desembre, 1999  | Socorro              | LINEAR        |
| 97207 -            | 1999 XV30              | 6 de desembre, 1999  | Socorro              | LINEAR        |
| 97208 -            | 1999 XK33              | 6 de desembre, 1999  | Socorro              | LINEAR        |
| 97209 -            | 1999 XM36              | 7 de desembre, 1999  | Fountain Hills       | C. W. Juels   |
| 97210 -            | 1999 XX36              | 7 de desembre, 1999  | Fountain Hills       | C. W. Juels   |
| 97211 -            | 1999 XY36              | 7 de desembre, 1999  | Fountain Hills       | C. W. Juels   |
| 97212 -            | 1999 XT38              | 7 de desembre, 1999  | Campo Catino         | Campo Catino  |
| 97213 -            | 1999 XN40              | 7 de desembre, 1999  | Socorro              | LINEAR        |
| 97214 -            | 1999 XW41              | 7 de desembre, 1999  | Socorro              | LINEAR        |
| 97215 -            | 1999 XS45              | 7 de desembre, 1999  | Socorro              | LINEAR        |
| 97216 -            | 1999 XW47              | 7 de desembre, 1999  | Socorro              | LINEAR        |
| 97217 -            | 1999 XO48              | 7 de desembre, 1999  | Socorro              | LINEAR        |
| 97218 -            | 1999 XS48              | 7 de desembre, 1999  | Socorro              | LINEAR        |
| 97219 -            | 1999 XS49              | 7 de desembre, 1999  | Socorro              | LINEAR        |
| 97220 -            | 1999 XW49              | 7 de desembre, 1999  | Socorro              | LINEAR        |
| 97221 -            | 1999 XH50              | 7 de desembre, 1999  | Socorro              | LINEAR        |
| 97222 -            | 1999 XK50              | 7 de desembre, 1999  | Socorro              | LINEAR        |
| 97223 -            | 1999 XK51              | 7 de desembre, 1999  | Socorro              | LINEAR        |
| 97224 -            | 1999 XG52              | 7 de desembre, 1999  | Socorro              | LINEAR        |
| 97225 -            | 1999 XY53              | 7 de desembre, 1999  | Socorro              | LINEAR        |
| 97226 -            | 1999 XC54              | 7 de desembre, 1999  | Socorro              | LINEAR        |
| 97227 -            | 1999 XG54              | 7 de desembre, 1999  | Socorro              | LINEAR        |
| 97228 -            | 1999 XW56              | 7 de desembre, 1999  | Socorro              | LINEAR        |
| 97229 -            | 1999 XS57              | 7 de desembre, 1999  | Socorro              | LINEAR        |
| 97230 -            | 1999 XE59              | 7 de desembre, 1999  | Socorro              | LINEAR        |
| 97231 -            | 1999 XG60              | 7 de desembre, 1999  | Socorro              | LINEAR        |
| 97232 -            | 1999 XO60              | 7 de desembre, 1999  | Socorro              | LINEAR        |
| 97233 -            | 1999 XJ61              | 7 de desembre, 1999  | Socorro              | LINEAR        |
| 97234 -            | 1999 XF62              | 7 de desembre, 1999  | Socorro              | LINEAR        |
| 97235 -            | 1999 XO69              | 7 de desembre, 1999  | Socorro              | LINEAR        |
| 97236 -            | 1999 XW75              | 7 de desembre, 1999  | Socorro              | LINEAR        |
| 97237 -            | 1999 XT77              | 7 de desembre, 1999  | Socorro              | LINEAR        |
| 97238 -            | 1999 XY79              | 7 de desembre, 1999  | Socorro              | LINEAR        |
| 97239 -            | 1999 XP81              | 7 de desembre, 1999  | Socorro              | LINEAR        |
| 97240 -            | 1999 XP84              | 7 de desembre, 1999  | Socorro              | LINEAR        |
| 97241 -            | 1999 XR84              | 7 de desembre, 1999  | Socorro              | LINEAR        |
| 97242 -            | 1999 XE88              | 7 de desembre, 1999  | Socorro              | LINEAR        |
| 97243 -            | 1999 XG90              | 7 de desembre, 1999  | Socorro              | LINEAR        |
| 97244 -            | 1999 XL90              | 7 de desembre, 1999  | Socorro              | LINEAR        |
| 97245 -            | 1999 XW92              | 7 de desembre, 1999  | Socorro              | LINEAR        |
| 97246 -            | 1999 XX93              | 7 de desembre, 1999  | Socorro              | LINEAR        |
| 97247 -            | 1999 XC101             | 7 de desembre, 1999  | Socorro              | LINEAR        |
| 97248 -            | 1999 XO106             | 4 de desembre, 1999  | Catalina             | CSS           |
| 97249 -            | 1999 XT106             | 4 de desembre, 1999  | Catalina             | CSS           |
| 97250 -            | 1999 XW107             | 4 de desembre, 1999  | Catalina             | CSS           |
| 97251 -            | 1999 XX107             | 4 de desembre, 1999  | Catalina             | CSS           |
| 97252 -            | 1999 XY107             | 4 de desembre, 1999  | Catalina             | CSS           |
| 97253 -            | 1999 XT108             | 4 de desembre, 1999  | Catalina             | CSS           |
| 97254 -            | 1999 XK112             | 10 de desembre, 1999 | Socorro              | LINEAR        |
| 97255 -            | 1999 XS114             | 11 de desembre, 1999 | Socorro              | LINEAR        |
| 97256 -            | 1999 XC115             | 11 de desembre, 1999 | Socorro              | LINEAR        |
| 97257 -            | 1999 XE115             | 12 de desembre, 1999 | Socorro              | LINEAR        |
| 97258 -            | 1999 XD116             | 5 de desembre, 1999  | Catalina             | CSS           |
| 97259 -            | 1999 XF119             | 5 de desembre, 1999  | Catalina             | CSS           |
| 97260 -            | 1999 XG119             | 5 de desembre, 1999  | Catalina             | CSS           |
| 97261 -            | 1999 XT119             | 5 de desembre, 1999  | Catalina             | CSS           |
| 97262 -            | 1999 XT121             | 6 de desembre, 1999  | Catalina             | CSS           |
| 97263 -            | 1999 XC122             | 7 de desembre, 1999  | Catalina             | CSS           |
| 97264 -            | 1999 XB125             | 7 de desembre, 1999  | Catalina             | CSS           |
| 97265 -            | 1999 XM125             | 7 de desembre, 1999  | Catalina             | CSS           |
| 97266 -            | 1999 XS126             | 7 de desembre, 1999  | Catalina             | CSS           |
| 97267 -            | 1999 XC127             | 7 de desembre, 1999  | Catalina             | CSS           |
| 97268 Serafinozani | 1999 XD127             | 7 de desembre, 1999  | Catalina             | CSS           |
| 97269 -            | 1999 XB130             | 12 de desembre, 1999 | Socorro              | LINEAR        |
| 97270 -            | 1999 XK137             | 15 de desembre, 1999 | Prescott             | P. G. Comba   |
| 97271 -            | 1999 XJ139             | 2 de desembre, 1999  | Kitt Peak            | Spacewatch    |
| 97272 -            | 1999 XH140             | 2 de desembre, 1999  | Kitt Peak            | Spacewatch    |
| 97273 -            | 1999 XZ140             | 2 de desembre, 1999  | Kitt Peak            | Spacewatch    |
| 97274 -            | 1999 XG142             | 12 de desembre, 1999 | Socorro              | LINEAR        |
| 97275 -            | 1999 XT142             | 13 de desembre, 1999 | Socorro              | LINEAR        |
| 97276 -            | 1999 XC143             | 14 de desembre, 1999 | Fountain Hills       | C. W. Juels   |
| 97277 -            | 1999 XJ144             | 15 de desembre, 1999 | Fountain Hills       | C. W. Juels   |
| 97278 -            | 1999 XM144             | 15 de desembre, 1999 | Fountain Hills       | C. W. Juels   |
| 97279 -            | 1999 XT144             | 6 de desembre, 1999  | Višnjan Observatory  | K. Korlević   |
| 97280 -            | 1999 XZ150             | 9 de desembre, 1999  | Anderson Mesa        | LONEOS        |
| 97281 -            | 1999 XD151             | 9 de desembre, 1999  | Anderson Mesa        | LONEOS        |
| 97282 -            | 1999 XQ152             | 7 de desembre, 1999  | Socorro              | LINEAR        |
| 97283 -            | 1999 XH155             | 8 de desembre, 1999  | Socorro              | LINEAR        |
| 97284 -            | 1999 XC159             | 8 de desembre, 1999  | Socorro              | LINEAR        |
| 97285 -            | 1999 XE161             | 12 de desembre, 1999 | Socorro              | LINEAR        |
| 97286 -            | 1999 XF162             | 13 de desembre, 1999 | Socorro              | LINEAR        |
| 97287 -            | 1999 XP163             | 8 de desembre, 1999  | Kitt Peak            | Spacewatch    |
| 97288 -            | 1999 XM164             | 8 de desembre, 1999  | Socorro              | LINEAR        |
| 97289 -            | 1999 XR165             | 8 de desembre, 1999  | Socorro              | LINEAR        |
| 97290 -            | 1999 XK167             | 10 de desembre, 1999 | Socorro              | LINEAR        |
| 97291 -            | 1999 XL169             | 10 de desembre, 1999 | Socorro              | LINEAR        |
| 97292 -            | 1999 XQ172             | 10 de desembre, 1999 | Socorro              | LINEAR        |
| 97293 -            | 1999 XG175             | 10 de desembre, 1999 | Socorro              | LINEAR        |
| 97294 -            | 1999 XW177             | 10 de desembre, 1999 | Socorro              | LINEAR        |
| 97295 -            | 1999 XP178             | 10 de desembre, 1999 | Socorro              | LINEAR        |
| 97296 -            | 1999 XS179             | 10 de desembre, 1999 | Socorro              | LINEAR        |
| 97297 -            | 1999 XU180             | 10 de desembre, 1999 | Socorro              | LINEAR        |
| 97298 -            | 1999 XA181             | 12 de desembre, 1999 | Socorro              | LINEAR        |
| 97299 -            | 1999 XB181             | 12 de desembre, 1999 | Socorro              | LINEAR        |
| 97300 -            | 1999 XM183             | 12 de desembre, 1999 | Socorro              | LINEAR        |